# Дедино (Новгородская область)
Дедино — деревня в Батецком районе Новгородской области России. Входит в состав Передольского сельского поселения.

## География
Деревня находится в северо-западной части Новгородской области, в зоне хвойно-широколиственных лесов, при автодороге 49Н-0129, на расстоянии примерно 23 километров (по прямой) к юго-западу от посёлка Батецкого, административного центра района.

### Часовой пояс
Деревня Дедино, как и вся Новгородская область, находится в часовой зоне МСК (московское время). Смещение применяемого времени относительно UTC составляет +3:00.

## Население
| 1862 | 2010 |
| ---- | ---- |
| 99   | ↘2   |

Половой состав
По данным Всероссийской переписи населения 2010 года в гендерной структуре населения женщины составляли 100 %.

Согласно результатам переписи 2002 года, в национальной структуре населения русские составляли 86 % из 7 чел.